# 洪業
洪業（1893年10月27日—1980年12月22日），字鹿芩，号煨莲（取其英文名William的谐音），福建侯官人，中国历史学家。他的一生對於编纂中國古籍引得、哈佛燕京學社的發展作出貢獻。1952年，用英文寫的《Tu Fu: China's Greatest Poet》，由哈佛大學出版社出版，迄今為止仍被公認為英語世界中關於杜甫的最重要的著述。

## 生平
22岁时，洪业自福州鹤龄英华书院毕业。毕业后至次年担任该校教师。1916年，洪业赴美国留学，入俄亥俄卫斯理大学，并于1917年获得文学士（A. B.）学位。1919年，洪业自哥伦比亚大学获得文学硕士（A. M.）学位。1920年，他毕业于纽约协和神学院，获神学士。1921年至1922年，任美以美会外方傳教董事會（Board of Foreign Missions of Methodist Episcopal Church）中國書記（Chinese Secretary），同时在吕克昂（Lyceum）和肖托夸组织的安排下在美国各地举行演讲，並為此作了一百多次的演說；有一次他講完下台，有人跟他說他演講非常精彩，應以此為業。上世紀二十年代的美國收音機仍很稀罕，電視還未發明，一般人除上教堂外沒什麼消遣，數所“演說局”應運而生，安排“巡回演說家”到各大城小鎮的學校、教堂、商會演說，提供娛樂兼推廣文化。洪業風度翩翩，開口是洗練風趣的英文，很快成為這圈子里的熱門人物。。1922年，洪业在德葩大学担任Horizon Lecturer，同时他还兼任燕京大学历史学助理教授。1923年，他成为燕京大学历史系代理系主任。洪业是纽约市的市民俱乐部、神职人员俱乐部（Clergy Club）、美国中国学会（China Society of America）、ΦΒΚ学会，华盛顿的美国历史学会（American Historical Association），柏林弗里德瑙的教会史学会（Gesellschaft fur Kirchengeschichte）成员。
1924年，洪業參與創立哈佛燕京學社。1928年，赴美國哈佛大學講學，期間曾開設「1793年以來的遠東歷史」等課程。翌年回國，擔任燕京大學歷史系系主任、國學研究所所長兼導師。1930年，他创建哈佛燕京学社引得编纂处，先后编纂并出版了中国经史子集的引得共64种81册。。同年起，負責哈佛燕京學社補助燕京大學出版的學術性書刊《Harvard-Yenching Sinological Index Series》（哈佛燕京學社漢學引得），此後共出41種正刊﹐23種特刊﹐合計64種共84冊，包括《春秋左傳》、《論語》、《孟子》、《漢書》、《大藏經》、《水經注》等古籍引得。洪業對於编纂引得的貢獻在中國學術史上是很重要的突破，讓沒有爛讀古書的人亦可言之有據。
1937年，洪業獲法國儒蓮獎，成為第二位獲得此獎項的華人（第一位是1936年獲獎的王靜如）。同年7月，日军攻占北平。当时，洪业正在燕京大学为《春秋经传引得》作序。1939年至1941年期間擔任哈佛燕京學社總幹事。1940年47歲撰寫《杜詩引得序》，該序與《春秋經傳引得序》皆為洪业精心結構之鴻篇巨制，允為學術界所推重。同年於美國俄亥俄衛斯理大學接受名譽博士，次年初回國。 1941年，日军占领燕京大学校园后，洪业和引得编纂处的同事秘密筹备在中法大学继续编纂引得，先后出版了《管子》、《曾子》等引得。1941年，日军逮捕了燕京大学的12位教授，其中包括洪业。后来，洪業获释，但仍拒绝同日军合作。
抗戰勝利後，洪業回到了滿目瘡痍的燕園。他感到這四年裡與外界隔絕得太久，對學術界的情況幾乎一無所知。他想到美國去，一來盡快掌握學術界有哪些進展，二來為學校的經濟想些辦法。接到哈佛大學請他去講學半年的聘書後，洪業於1946年4月離開了北平。1947年春，夏威夷大學聘請他到該校任教，任客座教授。洪業打算在那裡結束課程後回國。但是國共內戰正酣，經濟急劇惡化。夏威夷到處花紅柳綠，鶯歌燕舞，而國內卻是餓殍遍野。如此情境，令他躊躇不前。是年夏天，他決定先搬回康橋再做打算。朝鮮戰爭的爆發，令洪業徹底放棄了回國的念頭。這個抉擇令他痛苦不堪，放棄回國，等於放棄燕大，等於放棄了自己為之奮鬥了大半生的東西。但是從太平洋戰爭以來的幾年裡，飽受流離之苦，他感到自己的意誌已經消耗殆盡，年過半百的他已沒有勇氣去迎接一個未知的挑戰。1940年代末，洪業曾嘱学生王锺翰继续编纂引得，并要其将《清史稿》、《清实录》、《东华录》合编一本引得。1951年冬，引得编纂处的工作被迫终止。。1948年起，洪業擔任美國哈佛燕京學社研究員，哈佛大學並沒有給他正式的職位，因此他並沒有正式的教職。在美国马萨诸塞州剑桥，洪業他買了棟房子靠收房租和微薄的社會福利金度日。儘管如此，洪業間中亦有兼課，客串作講師、曾上過他的課的人包括美國著名漢學家倪德衛。雖然身在海外，洪業仍心懷故國。他常對朋友們講：“我愛美國，我更愛祖國。祖國是我父母之邦。”
1952年，用英文寫的《Tu Fu: China's Greatest Poet》，由哈佛大學出版社出版，迄今為止仍被公認為英語世界中關於杜甫的最重要的著述。此書亦為其平生唯一的一部專書著述。1958年洪業兼任新加坡南洋大學校務委員會委員。1973年獲美國匹茲堡大學頒發“中西文化學術交流倡導者獎狀”。洪業居美期間花了相當大的功夫整理杜詩，他不但在哈佛開了杜甫課，而且在美國耶魯大學、匹茲堡大學、夏威夷大學等大學演講時，也都以講杜甫的作品和品格為主。
晚年，洪业住在美国马萨诸塞州剑桥，而且積極投入紐約市一個祈禱團契。同時，他亦非正式地幫助哈佛東亞系（EALC）的學生完成論文，包括八旬而身乾挺直，如玉樹臨風。身處大洋彼岸，他回顧一生時說：“一生治學，所用的方法是科學的方法，一點沒有錯，完全可以自信的。”86岁时，他最后一次登上哈佛大学的讲台，他说“现在‘四人帮’被打倒，又要搞学术，讲传统了。他们觉悟到中国所有的弊病不能都推到孔子头上。这也许是往后走，但有时候，要进步是要先往后走的。”
1980年3月，洪業在晨練時跌倒，造成肘骨骨折，此後身體每況愈下。同年12月16日夜，洪業突然神智不清，跟身邊的人講起了福州家鄉土話。1980年12月22日，在海外飄泊了30餘年的一代學人洪業撒手人寰，於美國剑桥辭世，享年87歲。他以哈佛燕京學社研究員的名義終生。而哈佛燕京學社終身研究員，依然是每年在哈佛燕京學社信託委員會議中，提出薪水預算商榷之後才得安享。

## 其他
他的妻子江安真是美國夏威夷一位中國華僑。
洪業與楊聯陞、余英時和其父親余協中（1899年—1983年，燕京大學歷史學學士、美國紐約州柯蓋德大學歷史學碩士，曾任教於南開大學和河南大學，晚年定居美國）相識。另外他跟亨利·魯斯、哈佛大學東亞系（EALC）教授柯立夫是好友。
洪業一生與美國哈佛燕京學社關係密切，他除了在二十年代參與創立哈佛燕京學社之外，亦在1939年至1941年期間擔任總幹事，並自1948年起定居美國後成為其研究員，並以此名義終生。
觀其一生，不僅自己專注學問，也承擔了將燕京大學從一所默默無聞的教會學校改造為全國知名學府和國學重鎮的使命。他大刀闊斧地改革，將“國學”按學科歸納到各個院係，用西方科學訓練方法研究中國的學問。葛劍雄説，他利用哈佛燕京學社的資金，主要幹了三件事：培養人才、買書和出版。他不僅提出燕京大學的優秀研究生可以送到哈佛大學攻讀博士，也提出資助美國學者到中國和日本學習研究，這裡面最有名的就是費正清。海峽兩岸很多學者都曾被資助過，中國學者出國前都會被要求做出承諾，學成必須歸國幫助中國研究。獲哈佛燕京學社獎學金資助到哈佛大學攻讀博士學位的中國學生有齊思和、翁獨健、鄭德坤、週一良、楊聯陞，而美國到中國的學者則有魏魯男（James Roland Ware）、畢乃德（Knight Biggerstaff）、賴肖爾（Earl Swisher）等，可見洪業對於當時雙方溝通彌合中西雙方的差異，協調矛盾的貢獻不可忽略。

## 著作及論文
- 專著
- 1. 《引得說》（Indexing to Chinese Books）北平引得編纂處，1930。
- 2. 《勺園圖錄考》北平哈佛燕京學社，1933。
- 3. 《清畫傳輯佚三種》北平哈佛燕京學社，1933。
- 4. 《中國最偉大的詩人——杜甫》美國哈佛大學出版社，1952。
- 5. 《洪業論學集》北京中華書局，1981。

- 論文
- 1. Failure（《失敗者》，紐約，1918） (New York,1918,Second printing.Peiping,1939,Third printing,Peiping,1941）。
- 2. 《明呂乾齋呂宇衡祖孫二墓誌銘考》原載《燕京學報》第三期，1928年6月，後收入《洪業論學集》。
- 3. 《崔東壁出書版本表》原載《史學年報》第三期，1931年；後收入《洪業論學集》。
- 4. 《跋崔東壁知非集》原載《東壁知非集題跋》，1931年；後收入《洪業論學集》。
- 5. 《白虎通引得序》原載《白虎通引得》，《引得》第二號，1931年；後收入《洪業論學集》。
- 6. 《儀禮引得序》原載《儀禮引得》（《引得》第六號），1932年；後收入《洪業論學集》。
- 7. 《駁景教碑出土於?E441??B748?說》原載《史學年報》第四期，1932年；後收入《洪業論學集》。
- 8. 《考利瑪竇的世界地圖》原載《禹貢半月刊》第五卷，第三、四合期，1936年；後收入《洪業論學集》。
- 9. 《禮記引得序》——《兩漢禮學源流考》原載（史學年報）第二卷第三期，1936年；後收入《洪業論學集》。
- 10. 《春秋經傳引得序》原為《引得》特刊第十二號，1937年；後收入《洪業論學集》。
- 11. 《杜詩引得序》原為《引得》特刊，1940年；後收入《洪業論學集》。
- 12. 《蒙古秘史源流考》原載《哈佛亞洲學志》第十四卷第三、四期合刊，1951年；中譯文載《元史研究》，1982年。
- 13. 《破斧》原載《清華學報》新一卷第一期，台灣新竹，1956年；後收入《洪業論學集》。
- 14. 《韋弦慎所好二賦非劉知己所作辨》原載《中央研究院歷史語言研究所集刊》第二十八本（台灣，1957年）《慶祝胡適之先生六十五歲論文集》；後收入《洪業論學集》。
- 15. 《再論臣瓚》原載《清華學報》新三卷第一期(台灣，1962年）；後收入《洪業論學集》。
- 16. 《再說西京雜記》原載《中央研究院歷史語言研究所集刊》第三十四本（台灣，1963年）《故院長胡適先生論文集》下；後收入《洪業論學集》。
- 17. 《半部論語治天下辨》原載《清華學報》新八卷第一、二期合刊，台灣新竹1970年；後收入《洪業論學集》。
- 18. 《再說杜甫》原載《清華學報》新十卷第二期，台灣新竹，1970年；後收入《洪業論學集》。